# Sphecodes confertus
Sphecodes confertus is een vliesvleugelig insect uit de familie Halictidae. De wetenschappelijke naam van de soort is voor het eerst geldig gepubliceerd in 1837 door Say.